# Julia Mancuso
Pour les articles homonymes, voir Mancuso.
Julia Mancuso, née le 9 mars 1984 à Reno (Nevada), est une skieuse alpine américaine  qui a remporté quatre médailles aux Jeux olympiques d'hiver dont le titre du slalom géant en 2006 à Turin. Elle est la skieuse alpine américaine comptant le plus de podiums aux Jeux olympiques.

## Biographie
Skieuse polyvalente, elle se fait remarquer en championnats du monde juniors durant trois ans, tout d'abord en 2002 où elle devient championne du monde juniors en descente, slalom géant et combiné, puis en 2003 elle remporte le super G et une médaille de bronze en descente et enfin en 2004 elle remporte le combiné et une médaille de bronze en super G.

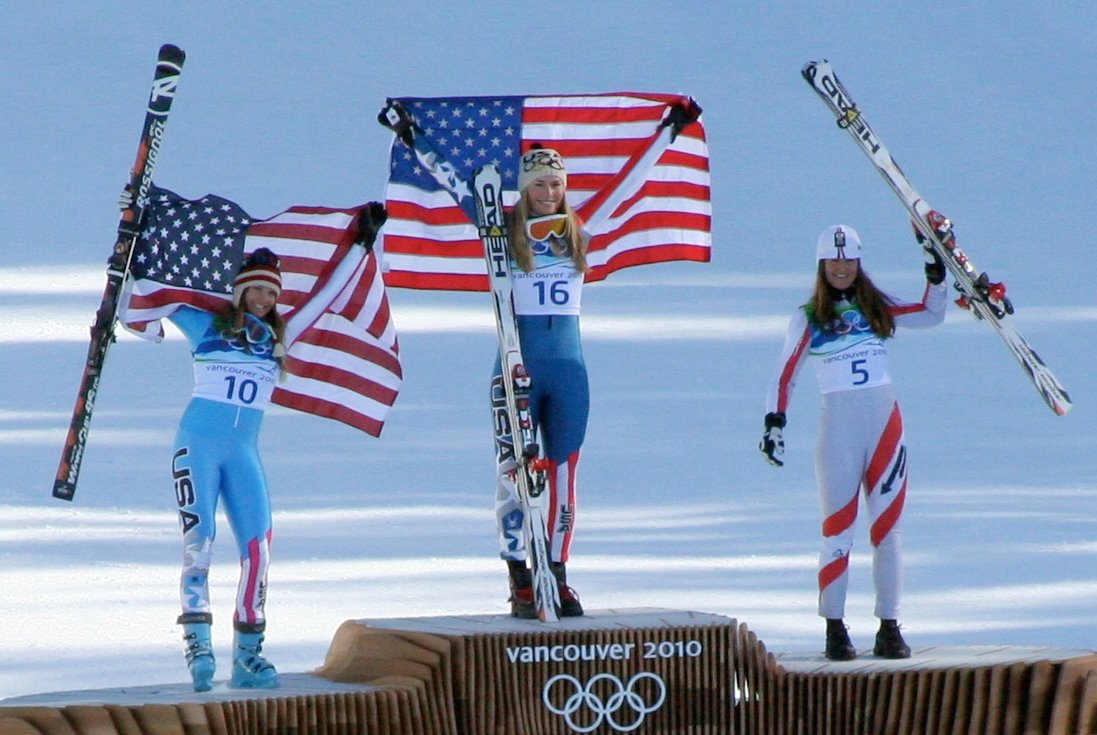
Médaillée d'argent en descente à Vancouver 2010.

En senior, ses débuts en Coupe du monde remontent au 20 novembre 1999 à Copper Mountain lors d'un slalom mais elle inscrira ses premiers points le 20 janvier 2001 à Cortina d'Ampezzo avec une 27e place et accède à son premier top 10 le 6 mars 2002 à Altenmarkt en descente en prenant la cinquième place. Finalement, elle décrochera deux premiers podiums en senior lors des Championnats du monde de 2005 à Bormio en gagnant la médaille de bronze en super G et en slalom, alors qu'il faudra attendre le 27 janvier 2006 à Cortina d'Ampezzo pour la voir sur un podium en Coupe du monde et le 19 décembre 2006 pour remporter enfin une épreuve de coupe du monde à Val d'Isère lors d'une descente, mais entre-temps elle devient championne olympique du slalom géant à Turin le 24 février 2006.
Intégrant petit à petit le top 10 des meilleures skieuses du monde depuis 2005 grâce à cette polyvalence qui lui permet de s'aligner sur tout type d'épreuve, Mancuso (surnommée Super Jules) s'annonce comme une candidate sérieuse dans la course du globe de cristal à partir de 2007, année où elle s'impose à trois reprises dans trois disciplines différentes (combiné, descente et super G).
Lors des Jeux olympiques d'hiver 2010 à Vancouver (Canada), elle prend deux médailles d'argent en descente puis en combiné.
Sa plastique avantageuse l'amène d'autre part à poser en tenue légère. Elle est par exemple l'égérie de la marque d'équipement de ski Lange, pour laquelle elle se fait photographier à plusieurs reprises en lingerie dans des poses sexys, simplement chaussée de chaussures de ski. Elle a depuis fondé sa propre ligne de lingerie sexy, Kiss My Tiara (Embrasse mon diadème). Le 20 mars 2010, elle participe pour la première fois à l'Xtreme de Verbier oú elle arrive 3e.

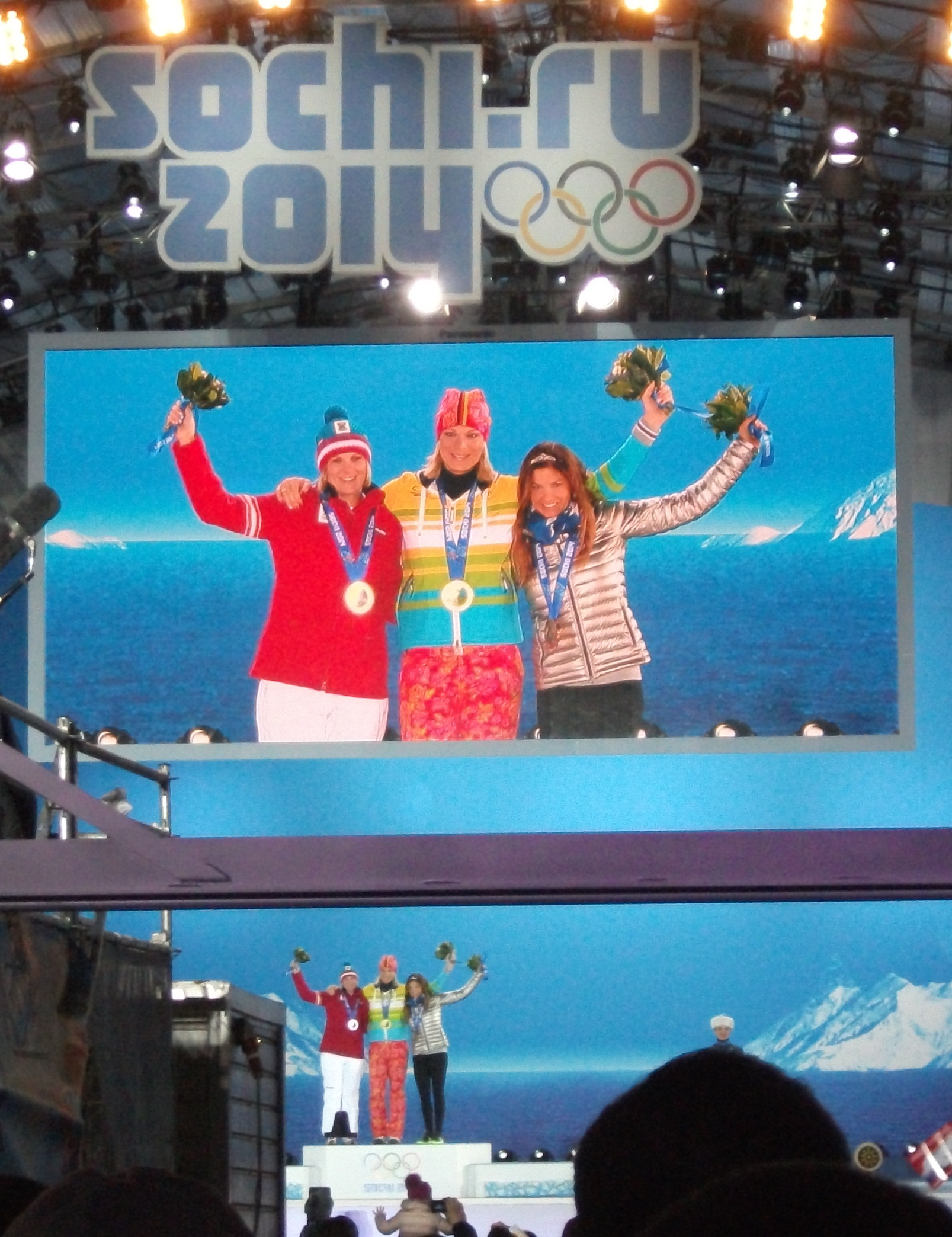
Dernier podium en combiné à Sotchi 2014

En 2011, elle est vice-championne du monde du super G et remporte une nouvelle épreuve de Coupe du monde à l'occasion de la descente de Lenzerheide.
 
Lors des Jeux olympiques de Sotchi 2014, elle est médaillée de bronze sur le super combiné, ce qui fait d'elle, avec quatre médailles, la skieuse alpine américaine comptant le plus de podiums aux Jeux.
Julia Mancuso ne participe pas à la saison 2015-2016 après avoir pris la décision en novembre 2015 de subir une intervention chirurgicale à une hanche.
Elle ne fait son retour en Coupe du monde que lors de la saison 2017-2018 où elle tente sans succès de se qualifier pour les Jeux olympiques de Pyeongchang 2018, et dispute la dernière course de sa carrière le 19 janvier 2018 dans la descente de Cortina d'Ampezzo où elle s'élance avec une cape rouge, déguisée en Wonder Woman avant d'être fêtée par l'équipe américaine dans l'aire d'arrivée.

## Palmarès

### Jeux olympiques d'hiver
| Épreuve / Édition | Salt Lake City 2002 | Turin 2006 | Vancouver 2010 | Sotchi 2014 |
| Descente          | -                   | 7e         | Argent         | 8e          |
| Super G           | -                   | 11e        | 9e             | 8e          |
| Slalom géant      | -                   | Or         | 8e             | Abandon     |
| Combiné           | 13e                 | 9e         | Argent         | Bronze      |

### Championnats du monde
| Épreuve / Édition       | Saint-Moritz 2003 | Bormio 2005 | Åre 2007 | Val d'Isère 2009 | Garmisch-Partenkirchen 2011 | Schladming 2013 | Beaver Creek 2015 |
| Descente                | -                 | -           | 10e      | -                | 6e                          | 5e              | 16e               |
| Super G                 | 21e               | Bronze      | 6e       | Abandon          | Argent                      | Bronze          | 9e                |
| Slalom géant            | -                 | Bronze      | 5e       | 18e              | 16e                         | 22e             | 26e               |
| Slalom                  | Abandon           | 8e          | -        | -                | Abandon                     | -               | -                 |
| Combiné / Super combiné | 7e                | 9e          | Argent   | Abandon          | 7e                          | 8e              | 15e               |

### Coupe du monde
- Meilleur classement général : 3e en 2007.
- 36 podiums dont 7 victoires (3 en descente, 1 en combiné, 2 en super G et 1 en City Event (géant parallèle)).

#### Différents classements en Coupe du monde
| Année/Classement | Année/Classement | Général | Général | Descente | Descente | Super G | Super G | Slalom géant | Slalom géant | Slalom | Slalom | Combiné | Combiné |
| ---------------- | ---------------- | ------- | ------- | -------- | -------- | ------- | ------- | ------------ | ------------ | ------ | ------ | ------- | ------- |
| Année/Classement | Année/Classement | Class.  | Points  | Class.   | Points   | Class.  | Points  | Class.       | Points       | Class. | Points | Class.  | Points  |
| 2001             | 2001             | 113e    | 9       | -        | -        | 47e     | 4       | -            | -            | 55e    | 5      | -       | -       |
| 2002             | 2002             | 73e     | 81      | 33e      | 48       | 37e     | 9       | -            | -            | -      | -      | 17e     | 24      |
| 2003             | 2003             | 46e     | 159     | 27e      | 44       | 25e     | 53      | -            | -            | 44e    | 17     | 5e      | 45      |
| 2004             | 2004             | 55e     | 125     | 42e      | 17       | 27e     | 54      | 58e          | 3            | 32e    | 51     | -       | -       |
| 2005             | 2005             | 9e      | 659     | 10e      | 170      | 13e     | 136     | 7e           | 230          | 26e    | 83     | 6e      | 40      |
| 2006             | 2006             | 8e      | 755     | 11e      | 176      | 6e      | 239     | 11e          | 212          | 22e    | 75     | 8e      | 53      |
| 2007             | 2007             | 3e      | 1356    | 2e       | 536      | 4e      | 273     | 4e           | 275          | 24e    | 77     | 2e      | 195     |
| 2008             | 2008             | 7e      | 938     | 7e       | 282      | 8e      | 238     | 5e           | 253          | 28e    | 63     | 6e      | 102     |
| 2009             | 2009             | 27e     | 285     | 24e      | 74       | 27e     | 55      | 17e          | 124          | 42e    | 20     | 36e     | 12      |
| 2010             | 2010             | 20e     | 359     | 9e       | 176      | 16e     | 124     | 28e          | 41           | -      | -      | 22e     | 18      |
| 2011             | 2011             | 5e      | 976     | 3e       | 367      | 3e      | 315     | 9e           | 181          | 51e    | 10     | 8e      | 88      |
| 2012             | 2012             | 4e      | 1020    | 5e       | 277      | 2e      | 381     | 9e           | 233          | 50e    | 9      | 22e     | 20      |
| 2013             | 2013             | 4e      | 867     | 9e       | 202      | 2e      | 365     | 11e          | 186          | 33e    | 40     | 6e      | 74      |
| 2014             | 2014             | 23e     | 306     | 15e      | 160      | 15e     | 104     | 31e          | 42           | -      | -      | -       | -       |
| 2015             | 2015             | 21e     | 331     | 13e      | 163      | 11e     | 132     | 39e          | 14           | -      | -      | 12e     | 22      |

#### Détail des victoires
| Édition / Épreuve | Descente             | Super G           | Combiné               | City Event | Total |
| 2006-2007         | Val d'Isère Tarvisio | Cortina d'Ampezzo | Altenmarkt-Zauchensee | -          | 4     |
| 2010-2011         | Lenzerheide          | -                 | -                     | -          | 1     |
| 2011-2012         | -                    | Garmisch          | -                     | Moscou     | 2     |
| Total             | 3                    | 2                 | 1                     | 1          | 7     |

### Championnats du monde junior
- 2002 :
  -  Médaille d'or en descente.
  -  Médaille d'or en slalom géant.
  -  Médaille d'or en combiné.
- Briançonnais 2003 :
  -  Médaille d'or en super G.
  -  Médaille de bronze au descente.
- Maribor 2004 :
  -  Médaille d'or en combiné.
  -  Médaille de bronze au super G.

### Coupe nord-américaine
- 2e du classement général en 2000.
- Gagnante du classement de slalom géant en 2000.
- Gagnante du classement de slalom en 2002.

### Championnats des États-Unis
- Championne 2003 de descente.
- Championne 2003, 2007, 2011 et 2012 de super G.
- Championne 2003, 2005, 2009, 2010, 2011, 2012 et 2013 de slalom géant.